# Jacqueline Pilet-Lemière
Pour les articles homonymes, voir Pilet et Lemière.
Jacqueline Pilet-Lemière, née le 18 mai 1948 à Cherbourg et morte le 17 mars 2025 dans la même ville, est une historienne médiéviste et archéologue française. 

## Biographie

Plan des fouilles réalisées par Jacqueline Pilet-Lemière sur le site du château à Cherbourg-en-Cotentin entre 1978 et 1981.

Jacqueline Lemière naît en 1948 à Cherbourg, son frère Jean Lemière est député de la Manche de 2002 à 2007. Elle fait des études d'histoire et de numismatique à l'université de Caen et obtient en 1971 une maitrise d’histoire avec un mémoire consacré au cimetière alto-médiéval de Verson, dans le Calvados, dont elle a participé à la fouille en 1970-1972. Elle suit les cours de Jean Lafaurie (gl) à l'École pratique des hautes études et devient ingénieure de recherche au CNRS, rattachée au centre de recherches archéologiques et historiques médiévales (CRAHAM UMR 6577) de l'université de Caen. Elle se spécialise dans l’étude des monnayages du Haut Moyen Âge et elle est secrétaire générale de la Société française de numismatique de 1993 à 1998. Elle publie plusieurs articles avec son époux l'archéologue Christian Pilet. Elle prend sa retraite en 2010 et meurt à Cherbourg le 17 mars 2025.

## Publications
- Jacqueline Lemière, « Premières fouilles archéologiques sur le site du château de Cherbourg (Manche) : l’occupation du Bas-Empire », in La Normandie : études archéologiques (Actes du 105e congrès national des sociétés savantes. Section d’archéologie et d’histoire de l’art, Caen, 1980, Paris, CTHS, 1983,  (ISBN 2-7355-0010-1) p. 217-225.
- avec Jean Lafaurie, Monnaies du haut Moyen Âge découvertes en France (Ve et VIIIe siècles), t. 8, CNRS Éditions, coll. « Ernest-Babelon », 2003, 464 p. (ISBN 9782271061690)[4].
- avec Daniel Levalet, La Manche, Paris, Académie des inscriptions et belles-lettres, coll. « Carte archéologique de la Gaule » (no 50), 1989, 136 p. (ISBN 2-8775-4008-1)[5].
- Les billets communaux de la France révolutionnaire, 1790-1793 : catalogue des billets de confiance de la collection de la Société des antiquaires de Normandie et du Musée de Normandie, Caen, Musée de Normandie, 1989.